# 8 februari
8 februari är den 39:e dagen på året i den gregorianska kalendern. Det återstår 326 dagar av året (327 under skottår).

## Namnsdagar

### I den svenska almanackan
- Nuvarande – Berta och Bert
- Föregående i bokstavsordning
  - Bert – Namnet infördes på dagens datum 1986, men flyttades 1993 till 24 augusti. 2001 flyttades det dock tillbaka till dagens datum.
  - Berta – Namnet infördes på dagens datum 1901 och har funnits där sedan dess.
  - Berthold – Namnet infördes 1986 på 11 juni. 1993 flyttades det till dagens datum, men återfördes 2001 till 11 juni.
  - Bertram – Namnet infördes på dagens datum 1986, men utgick 1993.
  - Malakias – Namnet fanns, till minne av profeten Malaki, som har skrivit Gamla testamentets sista bok, på dagens datum före 1901, då det utgick.
- Föregående i kronologisk ordning
  - Före 1901 – Malakias
  - 1901–1985 – Berta
  - 1986–1992 – Berta, Bert och Bertram
  - 1993–2000 – Berta och Berthold
  - Från 2001 – Berta och Bert
- Källor
  - Brylla, Eva (red.): Namnlängdsboken, Norstedts ordbok, Stockholm, 2000. ISBN 91-7227-204-X
  - af Klintberg, Bengt: Namnen i almanackan, Norstedts ordbok, Stockholm, 2001. ISBN 91-7227-292-9

### Finlandssvenska almanackan
- Nuvarande från 2020[1] – Moa, Lillemor, Rigmor
- I föregående revideringar[a][2]
  - 1929–2004 – Rigmor
  - 2005–2019 – Rigmor, Lillemor, Moa

## Händelser
- 1587 – Den förra skotska regerande drottningen Maria Stuart har, sedan hon flydde från Skottland 20 år tidigare, suttit fängslad på olika slott i England, på order av sin kusin, den engelska drottningen Elisabet I, som inte vill se henne tillbaka på den skotska tronen, eftersom hon är katolik. För att slutgiltigt göra sig av med henne låter Elisabet anklaga henne för förräderi och denna dag avrätta henne på slottet Fotheringhay Castle.
- 1861 – Representanter för South Carolina, Mississippi, Florida, Alabama, Georgia, Louisiana och Texas, som alla under de senaste månaderna har utträtt ur den amerikanska unionen (på grund av politiska meningsskiljaktigheter, däribland i slavfrågan), och fyra dagar tidigare har samlats i Montgomery i Alabama, grundar Amerikas konfedererade stater (engelska: Confederate States of America; CSA).[3] Under det följande året inträder ytterligare sju stater i federationen och i april utbryter det amerikanska inbördeskriget mellan USA och CSA.
- 1914 – Som en motreaktion mot det två dagar tidigare genomförda bondetåget, där 30 000 svenska bönder har tågat till kungliga slottet i Stockholm för att visa sitt stöd för kung Gustaf V:s vilja till ett starkt svenskt försvar, genomför 50 000 arbetare denna dag det så kallade arbetartåget, då de tågar till riksdagshuset för att visa sitt stöd för statsminister Karl Staaff och hans regerings nedrustningspolitik. Trots detta tvingas regeringen avgå den 17 februari och ersätts då av en ämbetsmannaregering under Hjalmar Hammarskjöld.
- 1943 – Sovjetiska trupper återtar staden Kursk från tyskarna under andra världskriget. Några månader senare utkämpas världshistoriens största pansarslag i stadens omgivningar.
- 1945 – Den sydösttyska staden Dresden utsätts för ett kraftigt bombanfall av amerikanskt flyg, varvid cirka 35 000 invånare omkommer. En knapp vecka senare inleds ett av andra världskrigets mest förödande bombanfall mot staden, då den helt läggs i ruiner.
- 1949 – Den ungerske kardinalen och ärkebiskopen József Mindszenty döms i en skenrättegång till livstids fängelse för förräderi mot landets kommunistiska regim, sedan han bland annat har predikat om ”marxismens ondska”. Under Ungernrevolten 1956 blir han befriad av de revolutionära styrkorna, men efter Sovjets invasion av landet några veckor senare tvingas han söka skydd på amerikanska beskickningen i Budapest, där han stannar i 15 år.
- 1965 – Den danska lokaltrafikmuseiföreningen Sporvejshistorisk Selskab grundas, som en motsvarighet till det 1959 grundade Svenska Spårvägssällskapet.
- 1967 – Det svenska stridsflygplanet Viggen, utvecklat av flygplanstillverkaren Saab AB, provflygs för första gången. Chefsprovflygaren Erik Dahlström startar klockan 10.57 och flygningen tar 43 minuter samt sker utan missöden. Det dröjer dock till 1971, innan planet börjar levereras till svenska militära förband. 2005 avskaffas planet som svenskt stridsflygplan.
- 1969 – Den svenska tv-serien Pippi Långstrump, som baseras på Astrid Lindgrens böcker om en fysiskt stark och ensamboende flicka med samma namn, börjar visas i Sveriges Television, med Inger Nilsson i huvudrollen. Astrid Lindgren har själv skrivit manuset, då hon inte har varit nöjd med den filmatisering som gjordes 20 år tidigare.
- 1974 – Det tredje och sista uppdraget på den amerikanska rymdstationen Skylab avslutas. Man har ursprungligen tänkt använda rymdstationen fram till 1980-talet, men av olika anledningar återvänder man inte till den och 1979 störtar den till jorden.
- 1987 – Det svenska herrbandylandslaget besegrar det finska med 7–2 i finalen av årets bandy-VM. Därmed är Sverige världsmästare i sporten för tredje gången. Sovjetunionen hamnar på tredje plats, vilket är första och enda gången i världsmästerskapens historia, som landet inte tar guld eller silver och även första gången det blir besegrat av Finland.
- 1992 – Olympiska vinterspelen 1992 invigs i Albertville av president François Mitterrand. Spelen avslutas 23 februari.
- 2002 – Olympiska vinterspelen 2002 invigs i Salt Lake City av president George W. Bush. Spelen avslutas 24 februari.
- 2010 – Rymdfärjan Discovery skjuts upp på uppdrag STS-131.[4]

## Födda
- 1424 – Cristoforo Landino, italiensk humanist
- 1591 – Guercino, italiensk konstnär och målare
- 1782 – Malla Silfverstolpe, svensk författare
- 1795 – Nathaniel P. Tallmadge, amerikansk politiker, guvernör i Wisconsinterritoriet 1844–1845
- 1805 – Louis Auguste Blanqui, fransk teoretiker, socialist, revolutionär och politisk aktivist
- 1811 – Edwin D. Morgan, amerikansk republikansk politiker, guvernör i New York 1859–1862 och senator för samma delstat 1863–1869
- 1814 – Carl Paul Caspari, norsk-tysk teolog och orientalist
- 1818 – Austin Blair, amerikansk politiker, guvernör i Michigan 1861–1865
- 1820 – William Tecumseh Sherman, amerikansk general som stridsvagnen M4 Sherman är uppkallad efter
- 1828
  - Jules Verne, fransk science fiction-författare
  - Antonio Cánovas del Castillo, spansk politiker och författare
- 1834 – Dmitrij Mendelejev, rysk kemist
- 1843 – Johan Wilhelm Runeberg, finländsk läkare och politiker
- 1861 – Per Forssman, svensk ingenjör, disponent och högerpolitisk riksdagsman
- 1867 – Kirtland I. Perky, amerikansk demokratisk politiker och jurist, senator för Idaho 1912–1913
- 1872 – Theodor Lessing, tysk filosof
- 1874 – Bror Berger, svensk skådespelare, manusförfattare, regissör och producent
- 1878 – Martin Buber, österrikisk judisk religionsfilosof och professor
- 1880 – Franz Marc, tysk konstnär
- 1888
  - Edith Evans, brittisk skådespelare
  - Eric Malmberg, svensk skådespelare och regissör
- 1894 – King Vidor, amerikansk regissör, manusförfattare och filmproducent
- 1902 – Lyle Talbot, amerikansk skådespelare
- 1903 – Sven Olov Lindholm, svensk nazistisk politiker
- 1909 – Elsie Bodin, svensk sångare och skådespelare
- 1910 – Stig Järrel, svensk skådespelare
- 1920 – Bengt Ekerot, svensk skådespelare och regissör
- 1921 – Lana Turner, amerikansk skådespelare
- 1924 – Gösta Lindh, svensk fotbollsspelare, OS-brons 1952
- 1925 – Jack Lemmon, amerikansk skådespelare och regissör
- 1926 – Allan Rich, amerikansk skådespelare
- 1931 – James Dean, amerikansk skådespelare
- 1932 – John Williams, amerikansk filmmusikkompositör
- 1941 – Nick Nolte, amerikansk skådespelare
- 1942 – Terry Melcher, amerikansk kompositör, låtskrivare och producent
- 1953 – Mary Steenburgen, amerikansk skådespelare
- 1955 – John Grisham, amerikansk författare
- 1956 – Kjersti Holmen, norsk skådespelare
- 1958 – Paul Barker, amerikansk musiker, medlem i gruppen Ministry 1986–2004
- 1961 – Vince Neil, amerikansk musiker, sångare i gruppen Mötley Crüe
- 1963 – Gus Bilirakis, amerikansk republikansk politiker, kongressledamot 2007–
- 1964 – Trinny Woodall, brittisk författare
- 1965 – Lotta Edholm, svensk politiker, statsråd 2022–
- 1966 – Wille Crafoord, svensk konstnär, kompositör och författare
- 1967 – Eric Donell, svensk skådespelare, regissör, manusförfattare och producent
- 1968 – Mart Hällgren, svensk musiker, basist och låtskrivare, sångare i gruppen De lyckliga kompisarna
- 1969 – Mary McCormack, amerikansk skådespelare
- 1974
  - Ulises de la Cruz, ecuadoriansk fotbollsspelare
  - Seth Green, amerikansk skådespelare
  - Guy-Manuel de Homem-Christo, fransk musiker, medlem i gruppen Daft Punk
  - Joshua Morrow, amerikansk skådespelare
- 1977 – Dave Farrell, amerikansk musiker, basist i gruppen Linkin Park
- 1986 – Agnesa Vuthaj, albansk fotomodell
- 1987 – Carolina Kostner, italiensk konståkare
- 1988 – Albin Lee Meldau, svensk sångare
- 1991 – Alex Beniaidze, georgisk alpin skidåkare
- 1995 – Joshua Kimmich, tysk fotbollsspelare

## Avlidna
- 1587 – Maria Stuart, 44, regerande drottning av Skottland 1542–1567 och Frankrikes drottning 1559–1560 (gift med Frans II) (avrättad)
- 1691 – Carlo Rainaldi, 79, italiensk arkitekt
- 1808 – Ove Høegh-Guldberg, 76, dansk statsman
- 1871 – Moritz von Schwind, 67, tysk-österrikisk målare och grafiker
- 1872 – Richard Bourke, 49, brittisk politiker, vicekung i Indien sedan 1868 (mördad)
- 1874 – Carl Gustaf Strandberg, 48, svensk jurist, ämbetsman och författare, ledamot av Svenska Akademien sedan 1869
- 1878 – Elias Fries, 83, svensk botaniker och professor, ledamot av Svenska Akademien sedan 1847
- 1890 – Giuseppe Pecci, 82, italiensk kardinal, jesuit och thomistisk teolog
- 1911 – Gustaf Fröding, 50, svensk författare och poet
- 1918 – Louis Renault (jurist), 74, fransk professor i folkrätt, mottagare av Nobels fredspris 1907
- 1921 – Pjotr Kropotkin, 78, rysk naturforskare, revolutionär och anarkist
- 1921 - Francis Hagerup, norsk politiker, statsminister 1895-1898 och 1903-1905
- 1935 – Max Liebermann, 87, tysk konstnär
- 1936 – Charles Curtis, 76, amerikansk republikansk politiker, senator för Kansas 1907–1913 och 1915–1929, USA:s vicepresident 1929–1933
- 1942 – Fritz Todt, 50, tysk ingenjör och nazist, ledare för den militära bygg- och ingenjörsorganisationen Todt (flygolycka)
- 1945 – Karl Marthinsen, 48, norsk nazistisk politiker (mördad)
- 1946 – Miles Mander, 57, brittisk skådespelare och regissör samt manus-, roman- och pjäsförfattare
- 1947 – Josephine Bakhita, 77, sudanesisk slav, barnflicka och helgon
- 1948 – Joseph Sherman Frelinghuysen, 78, amerikansk republikansk politiker, senator för New Jersey 1917–1923
- 1951 – Jean Claesson, 68, svensk skådespelare och kabarésångare
- 1955 – Rush D. Holt, 49, amerikansk politiker, senator för West Virginia 1935–1941
- 1957
  - Walther Bothe, 66, tysk kemist, mottagare av Nobelpriset i kemi 1954
  - John von Neumann, 53, ungersk-amerikansk matematiker
- 1971 – Harry Kelly, 75, amerikansk republikansk politiker, guvernör i Michigan 1943–1947
- 1975 – Robert Robinson, 88, brittisk kemist, mottagare av Nobelpriset i kemi 1947
- 1984 – Philippe Ariès, 69, fransk historiker
- 1985 – William Lyons, 83, brittisk motorcykelentusiast och entreprenör, grundare av bilmärket Jaguar
- 1989 – Osamu Tezuka, 60, japansk animatör
- 1998 – Halldór Laxness, 95, isländsk författare, mottagare av Nobelpriset i litteratur 1955
- 1999 – Iris Murdoch, 79, brittisk författare och filosof
- 2005 – Gildo Arena, 83, italiensk vattenpolospelare och simmare
- 2006 – Lukas Bonnier, 83, svensk förläggare
- 2007 – Anna Nicole Smith, 39, amerikansk fotomodell och skådespelare
- 2008
  - Phyllis Whitney, 104, amerikansk deckarförfattare
  - Eva Dahlbeck, 87, svensk skådespelare och författare
  - Alvar Ellegård, 88, svensk språkforskare och författare
- 2009 – Marian Cozma, 26, rumänsk handbollsspelare (mördad)
- 2010 – John Murtha, 77, amerikansk demokratisk politiker
- 2011
  - Luiz Bueno, 74, brasiliansk racerförare
  - Cesare Rubini, 87, italiensk basket- och vattenpolospelare
  - Jorma Ojaharju, 72, finländsk författare
- 2013
  - Kjell Hjertsson, 90, svensk fotbollsspelare
  - James DePreist, 76, amerikansk dirigent
- 2015
  - C.O. Hultén, 98, svensk målare, tecknare och grafiker
  - Thom Wilson, amerikansk musikproducent
- 2017 – Peter Mansfield, 83, brittisk vetenskapsman, mottagare av Nobelpriset i fysiologi eller medicin 2003
- 2022 – Luc Montagnier, 89, fransk forskare, mottagare av Nobelpriset i fysiologi eller medicin 2008
- 2023 – Burt Bacharach, 94, amerikansk kompositör